# Хуго Шперле
Хуго Шперле (Лудвигсбург, 7. фебруар 1885 — Минхен, 2. април 1953) био је немачки официр, фелдмаршал Луфтвафеа током Другог светског рата и најпознатији по томе што је водио Луфтфлоту 3 током Битке за Британију.

## Биографија
Шперле се прикључио војсци 1903. године као пешадијски војник, а током Првог светског рата је пилотирао војним авионима. Након Версајског споразума, Немачкој је било забрањено да поседује војне авионе, па је Шперле прекомандован у пешадију. У Рајхсверу је радио на више командујућих позиција, док 1933. није враћен у ваздухопловство. Током наредних година много труда је уложио у развијање немачког ратног ваздухопловства. Постао је бригадни генерал Луфтвафеа 1934. године.
У периоду између 1936. и 1937. предводио је легију Кондор, Немачку ваздухопловну јединицу послату да се Шпанском грађанском рату бори на страни националиста. Његова јединица је била задужена за бомбардовање Гернике и других Шпанских градова.
Шперле је унапређен у генерала ваздухопловства 1937. године и преузео је команду над Луфтфлотом 3, која је била стационирана у Минхену. Своју јединицу је водио током битке за Француску. Залагао се за уништавање РАФ-а, пре отпочињања неких масовнијих бомбардерских мисија против Уједињеног Краљевства. Његова Луфтфлота 3 је била стационирана на северу Француске и одиграла је битну улогу током битке за Британију.
Након неславног завршетка битке за Британију, Шперле је послат на Афрички фронт, где је командовао свим ваздухопловним јединицама које су пружале подршку копненим јединицама под командом Ервина Ромела.
Хуго Шперле је био пријатељ са Херманом Герингом и као и он волео је да води раскошан живот. Хитлер је сазнао за то 1943. године, и иако тај начин живота није подржавао, још увек га није сменио са своје командујуће позиције.
Након борби у Африци, послат је у западну Европу да командује ваздухопловним снагама које би требало да учествују у одбрани од савезничког искрцавања у Француској. Током битке за Нормандију Луфтвафе је могао да скупи око двеста авиона, док су савезничке јединице бројале око хиљаду авиона. Луфтвафе је у тим борбама био неутралисан. Након пропасти немачке војске у бици за Нормандију, Хитлер је сменио Шперлеа са позицији команданта ваздухопловства на западном фронту.
Савезници су га ухапсили након рата и оптужили за ратне злочине. На Нирнбершком процесу је ослобођен свих оптужби и пуштен на слободу. Након рата је боловао и био оперисан више пута. Био је депресиван и пун горчине. Водио је дугу борбу са болешћу и умро у Минхену 1953. године.